# سنگ (فیلم ۱۹۹۵)
سنگ (لهستانی: Pestka) یک فیلم درام دلهره‌آور روان‌شناختی لهستانی به کارگردانی یاتسک برومسکی است که در سال ۱۹۹۵ ساخته و در سال ۱۹۹۶ منتشر شد.

## گزیدهٔ بازیگران
- کریستیانا یاندا
- دانیل اولبریخسکی
- آنا دیمنا
- آگنیشکا کروکوونا
- یان فریچ
- یان انگلرت
- توماش اشتوکینگر